# Ment criminal (pel·lícula de 1939)
Ment criminal (títol original: Blind Alley) és una pel·lícula negra estatunidenca de 1939 dirigida per Charles Vidor i protagonitzada per Chester Morris, Ralph Bellamy i Ann Dvorak. Va ser una adaptació de l'obra de Broadway del mateix nom de James Warwick. Està doblada al català.
Columbia Pictures va tornar a fer la pel·lícula com The Dark Past el 1948, amb William Holden i Lee J. Cobb.

## Argument
El fugitiu de la presó i assassí Hal Wilson i la seva banda prenen com a ostatges el reconegut psicòleg Dr. Shelby i la seva família a casa seva. Shelby psicoanalitza Wilson per revelar que té un complex d'Èdip i que va assassinar el seu pare. Shelby conjectura que cada assassinat que Wilson va cometre durant la seva carrera criminal va ser un altre intent inconscient de matar el seu progenitor. Quan la policia arriba, Wilson pot disparar a un agent, però veu la cara del seu pare i no pot prémer el gallet. La policia mata a Wilson i rescata Shelby i la seva família.

## Repartiment
- Chester Morris com Hal Wilson
- Ralph Bellamy com Dr. Shelby
- Ann Dvorak com Mary
- Joan Perry com Linda Curtis
- Melville Cooper com George Curtis
- Rose Stradner com Doris Shelby
- John Eldredge com Dick Holbrook
- Ann Doran com Agnes
- Marc Lawrence com Buck
- Scotty Beckett com Davy Shelby
- Milburn Stone com Nick
- Marie Blake com Harriet

## Recepció
En una ressenya contemporània pel New York Times, el crític B.R. Crisler va escriure: "Donat el confús estat actual de la civilització, la unió de Chester Morris i la psicoanàlisi era probablement inevitable; després de tot, no tenia sentit en aquestes dues grans forces artístiques i intel·lectuals. A més, l'experiment més aviat capritxós d'empeltar la teoria fàcil dels símbols onírics del Dr. Freud en un melodrama típic de Columbia s'ha justificat admirablement... produint, un conjunt millor que el típic melodrama de Columbia. No hi ha cap raó per la qual la psicoanàlisi s'hagi d'avergonyir de Chester Morris, ni tan sols per què Chester s'hagi d'avergonyir de la psicoanàlisi".

## Adaptació radiofònica
Blind Alley es va presentar al programa de ràdio The Screen Guild Theatre el 25 de febrer de 1940, protagonitzat per Edward G. Robinson i Joseph Calleia.